# Aljaksandr Vusaw
Aljaksandr Vusaw (hviderussisk: Аляксандр Уладзіміравіч Вусаў tr. Aljaksandr Uladzimiravitj Vusaw ; russisk: Александр Владимирович Усов tr. Aleksandr Vladimirovitj Usov) født 27. august 1977) i Minsk, Sovjetunionen, er en hviderussisk tidligere professionel cykelrytter.